# دوره‌های گاه‌شماری
۲۸ اسفند ۱۴۰۳ خورشیدی
۱۸ مارس ۲۰۲۵ میلادی

دوره‌های گاه‌شماری (انگلیسی: Calendar era) شمارش ساعت و زمانی است که از مبدأ تاریخ از یک عصر به عصر بعدی حساب می‌شود مانند سالهای تقویم میلادی که براساس تاریخ مسیحیت محاسبه می‌شود، و (کلیساهای ارتدکس قبطی و کلیسای ارتدکس توحیدی اتیوپی اقدام به ایجاد و توسعهٔ تقویم‌های خود کردند) نحوهٔ کار هر تقویمی به گام‌های ماه (حالت‌های مختلف دیده شدن بخش روشن ماه از زمین) و سال خورشیدی وابسته بود.

## سیستم‌های تاریخ باستان

### نام‌بخش آشوری
نام‌بخش‌های آشوری فهرست یا جدولی است از الواح میخی که هر ساله وقایع مهم دولت آشور در آن ذکر می‌شد، این وقایع دوران سلطنت دو پادشاه اسرحدون و آشوربانیپال می‌باشد، و اکنون این اسناد وجود دارد ولی بالکل ضایع شده‌است. منابع آشوری از سال سی‌ام قرن هفتم پ.م. - ۶۳۰ - به این طرف وجود ندارند، اما به لحاظ اثبات ماهیت وقایع تاریخی واجد اهمیت می‌باشد، از آنجا که در دوران آشوری مبدأ تاریخی وجود نداشت آشوریان سال‌ها را به نام وقایع مهمه مانند جنگ، سیل، طوفان، قیام و شورش، یا کسوفی که رخ داده بود و همچنین اسامی اشخاص برجسته و تأثیرگذار می‌نامیدند. یک گزارش از جنگ آشوریان علیه اورارتو در فهرست مردان سال آشوری (اپونیم‌ها) در ذیل وقایع سال - ۷۷۶ پ.م. - مذکور است و بار دیگر در فهرست مردان سال ذیل وقایع سال - ۷۷۴ پ.م. - از لشکرکشی علیه اورارتو و نامار یاد می‌شود. نظر برخی مورخان این است که ذکر وقایع مهم هر سال منوط به پیروزی آشوریان بوده و اگر در جایی آشوریان دچار شکست می‌شدند ذکری از آن اتفاق در اپونیم یا نام‌بخش‌ها ثبت نمی‌شد.

### المپیاد دوست‌یابی
در میان مورخان و دانشمندان یونان باستان، روش معمول نشان دادن گذشت سالها بر اساس بازی‌های المپیک بود که دوره‌ای چهار ساله برای گردهمایی و اجرای بازیهای المپیکی در یونان باستان به‌شمار می‌رفت و ا ولین بار در سال ۷۷۶ قبل از میلاد برگزار شد. این سیستم از قرن ۳ قبل از میلاد مورد استفاده قرار گرفت. بازی‌های مدرن المپیک (یا بازی‌های المپیک تابستانی با شروع ۱۸۹۶) دوره‌های چهار ساله را از یونان باستان ادامه نمی‌دهد: المپیاد ۶۶۹ در تابستان ۱۸۹۷ آغاز می‌شد، اما المپیک مدرن برای اولین بار در سال ۱۸۹۶ برگزار شد.

## گاه‌شماری هجری خورشیدی
بر پایهٔ گاه‌شماری جلالی با مبدأ هجری است. آغاز سال خورشیدی برابراست با نخستین روز بهار.

## گاه‌شماری میلادی
گاه‌شماری گریگوری یا میلادی ابتدا در میان کشورهای کاتولیک اروپا و سپس در میان پروتستان‌ها و ارتدکس‌ها پذیرفته‌شد. در میان کشورهای اروپایی، یونان آخرین کشوری بود که در سال ۱۹۲۳ اقدام به پذیرش این تقویم کرد. ژاپن، کشور کره و چین به‌ترتیب در سال‌های ۱۸۹۵، ۱۸۷۲ و ۱۹۱۲ تقویم میلادی را پذیرفتند. امروزه در اکثر کشورهای جهان، همچنین اغلب کشورهای اسلامی، تقویم میلادی به‌عنوان تقویم رسمی شناخته می‌شود. مصر در سال ۱۸۷۵ و ترکیه در سال ۱۹۱۷ اقدام به پذیرش تقویم میلادی کردند. عربستان سعودی آخرین کشور اسلامی است که در سال ۲۰۱۶ تقویم میلادی را به‌عنوان تقویم رسمی کشور انتخاب و جایگزین تقویم هجری قمری کرد.
کشورهای افغانستان، ایران، اتیوپی و نپال در زمره کشورهایی هستند که هنوز تقویم میلادی در آن‌ها تقویم رسمی به‌شمار نمی‌رود.

## تطبیق روزهای گاهشماری هجری خورشیدی با گاهشماری میلادی
از آنجا که تقویم هجری خورشیدی (از جمله تقویم رسمی ایران و افغانستان) و تقویم میلادی هر دو گاهشماری خورشیدی هستند. صرف نظر از تفاضل سال‌ها و تفاوت سرآغاز ماه‌ها با هم، در روزها هماهنگی نسبی دارند و نوسان‌های محدود در این هماهنگی در نتیجه تمایز شیوه کبیسه‌گیری در دو گاهشماری است. میزان تطبیق روزهای دو گاهشماری در سده اخیر هجری خورشیدی از قرار زیر است (بر اساس الگوریتم هجری خورشیدی):
- ۱ فروردین= ۲۱ مارس (۸۱ بار) - ۲۲ مارس (۱۲ بار) - ۲۰ مارس (۷ بار) (این نسبت تا ۸ اسفند «۲۷ فوریه» یکنواخت است)
- ۹ اسفند= ۲۸ فوریه (۸۱ بار) - ۲۹ فوریه (۱۰ بار) - ۲۷ فوریه (۷ بار) - ۱ مارس (۲ بار)
- ۱۰ اسفند= ۱ مارس (۷۶ بار) - ۲۹ فوریه (۱۵ بار) - ۲۸ فوریه (۷ بار) - ۲ مارس (۲ بار)
- ۱۱ اسفند= ۲ مارس (۷۶ بار) - ۱ مارس (۲۲ بار) - ۳ مارس (۲ بار) (این نسبت تا ۲۹ اسفند «۲۰ مارس» یکنواخت است)
- ۳۰ اسفند= ۲۰ مارس (۱۵ بار) - ۲۱ مارس (۱۰ بار) (از حدود ۲۵ کبیسه قرن)[۵]

| 33-year cycle | سال هجری خورشیدی | سال میلادی                  | سال هجری خورشیدی | سال میلادی                  |
| ------------- | ---------------- | --------------------------- | ---------------- | --------------------------- |
| ۱             | ۱۳۵۴*            | ۲۱ مارس ۱۹۷۵ – ۲۰ مارس ۱۹۷۶ | ۱۳۸۷*            | ۲۰ مارس ۲۰۰۸ – ۲۰ مارس ۲۰۰۹ |
| ۲             | ۱۳۵۵             | ۲۱ مارس ۱۹۷۶ – ۲۰ مارس ۱۹۷۷ | ۱۳۸۸             | ۲۱ مارس ۲۰۰۹ – ۲۰ مارس ۲۰۱۰ |
| ۳             | ۱۳۵۶             | ۲۱ مارس ۱۹۷۷ – ۲۰ مارس ۱۹۷۸ | ۱۳۸۹             | ۲۱ مارس ۲۰۱۰ – ۲۰ مارس ۲۰۱۱ |
| ۴             | ۱۳۵۷             | ۲۱ مارس ۱۹۷۸ – ۲۰ مارس ۱۹۷۹ | ۱۳۹۰             | ۲۱ مارس ۲۰۱۱ – ۱۹ مارس ۲۰۱۲ |
| ۵             | ۱۳۵۸*            | ۲۱ مارس ۱۹۷۹ – ۲۰ مارس ۱۹۸۰ | ۱۳۹۱*            | ۲۰ مارس ۲۰۱۲ – ۲۰ مارس ۲۰۱۳ |
| ۶             | ۱۳۵۹             | ۲۱ مارس ۱۹۸۰ – ۲۰ مارس ۱۹۸۱ | ۱۳۹۲             | ۲۱ مارس ۲۰۱۳ – ۲۰ مارس ۲۰۱۴ |
| ۷             | ۱۳۶۰             | ۲۱ مارس ۱۹۸۱ – ۲۰ مارس ۱۹۸۲ | ۱۳۹۳             | ۲۱ مارس ۲۰۱۴ – ۲۰ مارس ۲۰۱۵ |
| ۸             | ۱۳۶۱             | ۲۱ مارس ۱۹۸۲ – ۲۰ مارس ۱۹۸۳ | ۱۳۹۴             | ۲۱ مارس ۲۰۱۵ – ۱۹ مارس ۲۰۱۶ |
| ۹             | ۱۳۶۲*            | ۲۱ مارس ۱۹۸۳ – ۲۰ مارس ۱۹۸۴ | ۱۳۹۵*            | ۲۰ مارس ۲۰۱۶ – ۲۰ مارس ۲۰۱۷ |
| ۱۰            | ۱۳۶۳             | ۲۱ مارس ۱۹۸۴ – ۲۰ مارس ۱۹۸۵ | ۱۳۹۶             | ۲۱ مارس ۲۰۱۷ – ۲۰ مارس ۲۰۱۸ |
| ۱۱            | ۱۳۶۴             | ۲۱ مارس ۱۹۸۵ – ۲۰ مارس ۱۹۸۶ | ۱۳۹۷             | ۲۱ مارس ۲۰۱۸ – ۲۰ مارس ۲۰۱۹ |
| ۱۲            | ۱۳۶۵             | ۲۱ مارس ۱۹۸۶ – ۲۰ مارس ۱۹۸۷ | ۱۳۹۸             | ۲۱ مارس ۲۰۱۹ – ۱۹ مارس ۲۰۲۰ |
| ۱۳            | ۱۳۶۶*            | ۲۱ مارس ۱۹۸۷ – ۲۰ مارس ۱۹۸۸ | ۱۳۹۹*            | ۲۰ مارس ۲۰۲۰ – ۲۰ مارس ۲۰۲۱ |
| ۱۴            | ۱۳۶۷             | ۲۱ مارس ۱۹۸۸ – ۲۰ مارس ۱۹۸۹ | ۱۴۰۰             | ۲۱ مارس ۲۰۲۱ – ۲۰ مارس ۲۰۲۲ |
| ۱۵            | ۱۳۶۸             | ۲۱ مارس ۱۹۸۹ – ۲۰ مارس ۱۹۹۰ | ۱۴۰۱             | ۲۱ مارس ۲۰۲۲ – ۲۰ مارس ۲۰۲۳ |
| ۱۶            | ۱۳۶۹             | ۲۱ مارس ۱۹۹۰ – ۲۰ مارس ۱۹۹۱ | ۱۴۰۲             | ۲۱ مارس ۲۰۲۳ – ۱۹ مارس ۲۰۲۴ |
| ۱۷            | ۱۳۷۰*            | ۲۱ مارس ۱۹۹۱ – ۲۰ مارس ۱۹۹۲ | ۱۴۰۳*            | ۲۰ مارس ۲۰۲۴ – ۲۰ مارس ۲۰۲۵ |
| ۱۸            | ۱۳۷۱             | ۲۱ مارس ۱۹۹۲ – ۲۰ مارس ۱۹۹۳ | ۱۴۰۴             | ۲۱ مارس ۲۰۲۵ – ۲۰ مارس ۲۰۲۶ |
| ۱۹            | ۱۳۷۲             | ۲۱ مارس ۱۹۹۳ – ۲۰ مارس ۱۹۹۴ | ۱۴۰۵             | ۲۱ مارس ۲۰۲۶ – ۲۰ مارس ۲۰۲۷ |
| ۲۰            | ۱۳۷۳             | ۲۱ مارس ۱۹۹۴ – ۲۰ مارس ۱۹۹۵ | ۱۴۰۶             | ۲۱ مارس ۲۰۲۷ – ۱۹ مارس ۲۰۲۸ |
| ۲۱            | ۱۳۷۴             | ۲۱ مارس ۱۹۹۵ – ۱۹ مارس ۱۹۹۶ | ۱۴۰۷             | ۲۰ مارس ۲۰۲۸ – ۱۹ مارس ۲۰۲۹ |
| ۲۲            | ۱۳۷۵*            | ۲۰ مارس ۱۹۹۶ – ۲۰ مارس ۱۹۹۷ | ۱۴۰۸*            | ۲۰ مارس ۲۰۲۹ – ۲۰ مارس ۲۰۳۰ |
| ۲۳            | ۱۳۷۶             | ۲۱ مارس ۱۹۹۷ – ۲۰ مارس ۱۹۹۸ | ۱۴۰۹             | ۲۱ مارس ۲۰۳۰ – ۲۰ مارس ۲۰۳۱ |
| ۲۴            | ۱۳۷۷             | ۲۱ مارس ۱۹۹۸ – ۲۰ مارس ۱۹۹۹ | ۱۴۱۰             | ۲۱ مارس ۲۰۳۱ – ۱۹ مارس ۲۰۳۲ |
| ۲۵            | ۱۳۷۸             | ۲۱ مارس ۱۹۹۹ – ۱۹ مارس ۲۰۰۰ | ۱۴۱۱             | ۲۰ مارس ۲۰۳۲ – ۱۹ مارس ۲۰۳۳ |
| ۲۶            | ۱۳۷۹*            | ۲۰ مارس ۲۰۰۰ – ۲۰ مارس ۲۰۰۱ | ۱۴۱۲*            | ۲۰ مارس ۲۰۳۳ – ۲۰ مارس ۲۰۳۴ |
| ۲۷            | ۱۳۸۰             | ۲۱ مارس ۲۰۰۱ – ۲۰ مارس ۲۰۰۲ | ۱۴۱۳             | ۲۱ مارس ۲۰۳۴ – ۲۰ مارس ۲۰۳۵ |
| ۲۸            | ۱۳۸۱             | ۲۱ مارس ۲۰۰۲ – ۲۰ مارس ۲۰۰۳ | ۱۴۱۴             | ۲۱ مارس ۲۰۳۵ – ۱۹ مارس ۲۰۳۶ |
| ۲۹            | ۱۳۸۲             | ۲۱ مارس ۲۰۰۳ – ۱۹ مارس ۲۰۰۴ | ۱۴۱۵             | ۲۰ مارس ۲۰۳۶ – ۱۹ مارس ۲۰۳۷ |
| ۳۰            | ۱۳۸۳*            | ۲۰ مارس ۲۰۰۴ – ۲۰ مارس ۲۰۰۵ | ۱۴۱۶*            | ۲۰ مارس ۲۰۳۷ – ۲۰ مارس ۲۰۳۸ |
| ۳۱            | ۱۳۸۴             | ۲۱ مارس ۲۰۰۵ – ۲۰ مارس ۲۰۰۶ | ۱۴۱۷             | ۲۱ مارس ۲۰۳۸ – ۲۰ مارس ۲۰۳۹ |
| ۳۲            | ۱۳۸۵             | ۲۱ مارس ۲۰۰۶ – ۲۰ مارس ۲۰۰۷ | ۱۴۱۸             | ۲۱ مارس ۲۰۳۹ – ۱۹ مارس ۲۰۴۰ |
| ۳۳            | ۱۳۸۶             | ۲۱ مارس ۲۰۰۷ – ۱۹ مارس ۲۰۰۸ | ۱۴۱۹             | ۲۰ مارس ۲۰۴۰ – ۱۹ مارس ۲۰۴۱ |

## گاه‌شماری کردی
تقویم کردی مادی، براساس گاه‌شماری هجری خورشیدی است و از آنجا که به‌طور معمول مبدأ آن، تأسیس حکومت مادها در ایران یا در بعضی مناطق، فتح نینوا بدست مادها، دانسته شده‌است به تقویم مادی نیز مشهور است.

## گاهشماری ارمنی
گاهشماری مردم ارمنی است. ارمنستان تا به امروز تقویم‌های متنوعی داشته‌است.
گاه‌شماری هجری خورشیدی از جمله تقویم‌هایی بوده که در دوره‌های مختلف در ارمنستان کاربردی ویژه داشته. از آنجا که خورشید جزء خدایان اصلی ارمنیان باستان محسوب می‌شده‌استفاده از این تقویم نیز توجیه‌پذیر است.